# Morti l'8 dicembre
| Questa pagina contiene informazioni ricavate automaticamente dalle voci biografiche con l'ausilio del template Bio e di un bot. L'aggiornamento è periodico e automatico e ricostruisce completamente la pagina. Se manca una persona in questa lista, sei pregato di non aggiungerla, ma accertati piuttosto che la sua voce biografica contenga il template Bio e che i dati anagrafici siano correttamente compilati. Se il template Bio manca, inseriscilo tu stesso o, in alternativa, metti l'avviso {{tmp\|Bio}} che ne segnala la mancanza. Se i dati riportati sono sbagliati, correggi direttamente la voce biografica; le modifiche saranno visibili in questa lista entro pochi giorni. Per chiarimenti vedi il progetto biografie. La lista contiene solo le 527 persone che sono citate nell'enciclopedia e per le quali è stato implementato correttamente il template Bio. Pagina aggiornata al 17 ago 2025. |

## IX secolo(2)
- 855 - Drogone di Metz, vescovo francese (n. 801)
- 899 - Arnolfo di Carinzia, re

## X secolo(2)
- 916 - Teodorico I di Paderborn, vescovo cattolico tedesco
- 993 - Egberto di Treviri, arcivescovo tedesco

## XI secolo(1)
- 1090 - Roberto di Mortain, conte

## XII secolo(1)
- 1186 - Bertoldo IV di Zähringen, nobile tedesco (n. 1125)

## XIII secolo(5)
- 1201 - Boleslao I l'Alto, duca (n. 1127)
- 1202 - Sofia di Savoia, nobildonna italiana (n. 1165)
- 1254 - Stefano de Normandis dei Conti, cardinale italiano
- 1282 - Friedrich von Montalban, vescovo cattolico tedesco
- 1292 - John Peckham, arcivescovo cattolico, filosofo e teologo inglese

## XIV secolo(1)
- 1383 - Venceslao I di Lussemburgo, conte (n. 1337)

## XV secolo(5)
- 1431 - Edvige Jagellona, principessa polacco (n. 1408)
- 1452 - Antonio Rizzo, navigatore e mercante italiano
- 1479 - Braccio Baglioni, condottiero italiano (n. 1419)
- 1492 - Guido Stella, storico, poeta e medico italiano (n. 1434)
- 1495 - Antonio Alabanti, teologo italiano

## XVI secolo(6)
- 1521 - Cristina di Sassonia, principessa (n. 1461)
- 1532 - Giovanni Antonio De Lagaia, pittore svizzero
- 1550 - Gian Giorgio Trissino, umanista, poeta e drammaturgo italiano (n. 1478)
- 1550 - Blosio Palladio, poeta, architetto e vescovo cattolico italiano
- 1559 - Vincenzo Diedo, politico e patriarca cattolico italiano (n. 1499)
- 1585 - Piero Vettori, scrittore, filologo classico e umanista italiano (n. 1499)

## XVII secolo(17)
- 1603 - Girolamo Mattei, cardinale, nobile e collezionista d'arte italiano (n. 1547)
- 1612 - Carlo d'Avalos, militare e politico italiano (n. 1541)
- 1620 - Bernardino Stefonio, gesuita, umanista e drammaturgo italiano (n. 1560)
- 1620 - Lope de Ulloa y Lemos, militare spagnolo
- 1622 - Valentin Schmalz, teologo tedesco (n. 1572)
- 1625 - Cristina di Holstein-Gottorp, nobile tedesca (n. 1573)
- 1626 - John Davies, politico, avvocato e poeta inglese (n. 1569)
- 1632 - Johan Philip Lansberg, astronomo e prete olandese (n. 1561)
- 1634 - Giacomo Mascardi, tipografo italiano (n. 1567)
- 1643 - John Pym, politico inglese (n. 1584)
- 1649 - Noël Chabanel, religioso, missionario e santo francese (n. 1613)
- 1668 - Ramiro Felipe Núñez de Guzmán, politico spagnolo (n. 1600)
- 1680 - Cesare Durazzo, doge (n. 1593)
- 1681 - Gerard ter Borch, pittore olandese (n. 1617)
- 1691 - Richard Baxter, religioso britannico (n. 1615)
- 1695 - Barthélemy d'Herbelot de Molainville, orientalista francese (n. 1625)
- 1696 - Charles Porter, politico irlandese (n. 1631)

## XVIII secolo(28)
- 1702 - Filippo di Lorena, nobile francese (n. 1643)
- 1705 - Antonio Teodoro Gaetano Gallio Trivulzio, nobile italiano (n. 1658)
- 1706 - Abraham Nicolas Amelot de la Houssaye, storico francese (n. 1634)
- 1709 - Thomas Corneille, drammaturgo francese (n. 1625)
- 1719 - Ulrik Christian Gyldenløve, generale danese (n. 1678)
- 1722 - Elisabetta Carlotta del Palatinato, principessa tedesca (n. 1652)
- 1728 - Camillo Rusconi, scultore italiano (n. 1658)
- 1742 - Filippo Carlo Spada, arcivescovo cattolico e patriarca cattolico italiano (n. 1670)
- 1744 - Marie-Anne de Mailly, francese (n. 1717)
- 1749 - Claudine Guérin de Tencin, scrittrice francese (n. 1682)
- 1751 - Jean-Pierre de Caussade, gesuita francese (n. 1675)
- 1751 - Lothar Joseph Dominik von Königsegg-Rothenfels, generale e diplomatico austriaco (n. 1673)
- 1754 - Charlotte Elizabeth Boyle, nobildonna inglese (n. 1731)
- 1755 - Jean-Baptiste Stuck, violoncellista e compositore italiano (n. 1680)
- 1760 - Francesco Conti, pittore italiano (n. 1682)
- 1761 - Bartolomeo Bolli, architetto italiano (n. 1703)
- 1761 - Federico Sanvitale, matematico e gesuita italiano (n. 1704)
- 1769 - Nicola Antonio De Martino, matematico italiano (n. 1701)
- 1769 - Giuseppe Federico Ernesto di Hohenzollern-Sigmaringen, principe (n. 1702)
- 1785 - Antonio Maria Mazzoni, compositore italiano (n. 1717)
- 1788 - Pierre André de Suffren de Saint Tropez, ammiraglio francese (n. 1729)
- 1791 - Paolo Yun Ji-chung, beato coreano (n. 1759)
- 1792 - Henry Laurens, mercante statunitense (n. 1724)
- 1793 - Marie-Jeanne Bécu, contessa du Barry, nobile francese (n. 1743)
- 1793 - Étienne Clavière, politico e banchiere francese (n. 1735)
- 1795 - Giovanni Battista Casanova, pittore italiano (n. 1730)
- 1796 - Pëtr Rumjancev-Zadunajskij, generale russo (n. 1725)
- 1799 - Giuseppe Cades, pittore italiano (n. 1750)

## XIX secolo(63)
- 1801 - Giovanni Foscolo, militare italiano (n. 1781)
- 1801 - Maria Giuseppina di Borbone-Spagna, principessa spagnola (n. 1744)
- 1803 - Rudolf Joseph von Edling, arcivescovo cattolico austriaco (n. 1723)
- 1806 - Pëtr Petrovič Dolgorukov, generale e nobile russo (n. 1777)
- 1808 - Maria Elisabetta Guglielmina di Baden, duchessa (n. 1782)
- 1810 - Ange-François Fariau, poeta e traduttore francese (n. 1747)
- 1811 - Elizabeth Arnold Hopkins Poe, attrice teatrale inglese (n. 1787)
- 1813 - Gaetano Callido, organaro italiano (n. 1727)
- 1813 - Johann Philipp Achilles Leisler, naturalista tedesco (n. 1771)
- 1815 - Pietro Morandi, organista e compositore italiano (n. 1745)
- 1817 - Carlo Labruzzi, pittore, disegnatore e incisore italiano (n. 1748)
- 1818 - Carlo II di Baden, sovrano tedesco (n. 1786)
- 1818 - Johan Gottlieb Gahn, chimico svedese (n. 1745)
- 1822 - Pietro Petrini, fisico e inventore italiano (n. 1785)
- 1823 - Jean-Baptiste Grosier, orientalista francese (n. 1743)
- 1826 - Alessandro D'Este, scultore italiano (n. 1783)
- 1830 - Benjamin Constant, scrittore e politico francese (n. 1767)
- 1831 - James Hoban, architetto irlandese (n. 1758)
- 1839 - Dmitrij Vasil'evič Daškov, politico russo (n. 1789)
- 1840 - Xavier Kurten, architetto del paesaggio tedesco (n. 1769)
- 1841 - Luigi Canali, scienziato e astronomo italiano (n. 1759)
- 1841 - Johann Heinrich Dannecker, scultore tedesco (n. 1758)
- 1844 - Carlo Emanuele Alfieri di Sostegno, militare e diplomatico italiano (n. 1764)
- 1847 - Tommaso Gasparotti, paleografo, archivista e pittore italiano (n. 1785)
- 1850 - Anatole Devosge, pittore francese (n. 1770)
- 1851 - André Jolivard, pittore francese (n. 1787)
- 1854 - Karl Ludwig von Haller, scrittore e politico svizzero (n. 1768)
- 1857 - Vasilij Alekseevič Perovskij, militare russo (n. 1795)
- 1859 - Thomas de Quincey, scrittore, giornalista e traduttore britannico (n. 1785)
- 1860 - Fabrizio Lazari, politico e militare italiano (n. 1797)
- 1861 - José Borjes, generale spagnolo (n. 1813)
- 1864 - George Boole, matematico e logico inglese (n. 1815)
- 1865 - Augusta FitzClarence, britannica (n. 1803)
- 1869 - Giovanni Chelli, presbitero e bibliotecario italiano (n. 1809)
- 1869 - Narcisa di Gesù Martillo y Morán, religiosa ecuadoriana (n. 1832)
- 1871 - Johann Ulrich Hanauer, politico e insegnante svizzero (n. 1807)
- 1871 - Teresa di Nassau-Weilburg, principessa belga (n. 1815)
- 1875 - Ignazio Pasini, tenore italiano (n. 1796)
- 1875 - Leopoldo III di Lippe, nobile tedesco (n. 1821)
- 1876 - Anton Hansch, pittore austriaco (n. 1813)
- 1879 - Friedrich Hoffmann, generale e politico tedesco (n. 1795)
- 1879 - Carlos María de la Torre, militare e politico spagnolo (n. 1809)
- 1882 - Leonardo Vigo Fuccio, politico italiano (n. 1805)
- 1884 - Sigmund Lebert, pianista tedesco (n. 1821)
- 1885 - William Henry Vanderbilt, imprenditore statunitense (n. 1821)
- 1886 - William Fraser Tolmie, chirurgo scozzese (n. 1812)
- 1887 - Miska Hauser, compositore e violinista austriaco (n. 1822)
- 1887 - Giovanni Battista Tuveri, filosofo, scrittore e politico italiano (n. 1815)
- 1887 - Bonifacio Wimmer, monaco cristiano e missionario tedesco (n. 1809)
- 1890 - Auguste Ottin, scultore francese (n. 1811)
- 1891 - Ignazio Giorgio V Chelhot, ottomano (n. 1818)
- 1891 - Marcellus Stearns, politico e militare statunitense (n. 1839)
- 1893 - Vincent Cordouan, incisore, litografo e pittore francese (n. 1810)
- 1894 - Giuseppe Basini, politico italiano (n. 1832)
- 1894 - Pafnutij L'vovič Čebyšëv, matematico e statistico russo (n. 1821)
- 1896 - Ernst Engel, economista e statistico tedesco (n. 1821)
- 1897 - Luigi Corsi, avvocato e politico italiano (n. 1815)
- 1899 - Anthony Clarke Booth, militare britannico (n. 1846)
- 1899 - Max Lange, scacchista e compositore di scacchi tedesco (n. 1832)
- 1900 - Max Abraham, editore musicale tedesco (n. 1831)
- 1900 - James Roosevelt, imprenditore statunitense (n. 1828)
- 1900 - Ján Rotarides, patriota slovacco (n. 1822)
- 1900 - Ghulam Muhammad Tarzi, poeta, scrittore e militare afghano (n. 1830)

## XX secolo(261)
- 1902 - Alexandre Bertrand, archeologo francese (n. 1820)
- 1903 - Herbert Spencer, filosofo britannico (n. 1820)
- 1904 - Braccio Bracci, poeta, drammaturgo e giornalista italiano (n. 1830)
- 1906 - Domenico Trigona di Sant'Elia, nobile e politico italiano (n. 1828)
- 1907 - Tito Azzolini, architetto, ingegnere e scenografo italiano (n. 1837)
- 1907 - Jonas Biliūnas, scrittore e poeta lituano (n. 1879)
- 1907 - Oscar II di Svezia, sovrano svedese (n. 1829)
- 1908 - Luigi Contarini, imprenditore e politico italiano (n. 1841)
- 1908 - Josef Zemp, politico svizzero (n. 1834)
- 1909 - Giulio Moschetti, scultore italiano (n. 1847)
- 1911 - Alphonse Legros, pittore, incisore e scultore francese (n. 1837)
- 1911 - Tony Robert-Fleury, pittore francese (n. 1837)
- 1912 - Ludolf von Alvensleben, generale tedesco (n. 1844)
- 1913 - Granville Waldegrave, III barone Radstock, nobile e militare inglese (n. 1833)
- 1914 - Melchior Anderegg, alpinista svizzero (n. 1828)
- 1914 - Maximilian von Spee, ammiraglio tedesco (n. 1861)
- 1915 - Angelo Bertini, ingegnere italiano (n. 1858)
- 1915 - Julia Duncan-Haldane, nobildonna inglese (n. 1840)
- 1915 - Carlo Michel, imprenditore italiano (n. 1842)
- 1915 - Gaetano Perusini, medico italiano (n. 1879)
- 1916 - Germán Riesco, magistrato, avvocato e politico cileno (n. 1854)
- 1917 - Mendele Moicher Sforim, scrittore bielorusso (n. 1836)
- 1918 - Josip Stadler, arcivescovo cattolico croato (n. 1843)
- 1919 - Amintore Galli, musicologo, giornalista e compositore italiano (n. 1845)
- 1919 - Julian Alden Weir, pittore statunitense (n. 1852)
- 1921 - Giacomo Campi, pittore italiano (n. 1846)
- 1921 - Errico De Renzi, patologo e politico italiano (n. 1839)
- 1922 - José María Martín de Herrera y de la Iglesia, cardinale e arcivescovo cattolico spagnolo (n. 1835)
- 1923 - Joseph Pothier, musicologo e abate francese (n. 1835)
- 1924 - Carl Anton Larsen, navigatore e esploratore norvegese (n. 1860)
- 1924 - Xaver Scharwenka, pianista, compositore e docente tedesco (n. 1850)
- 1925 - Marguerite Marsh, attrice statunitense (n. 1888)
- 1926 - Sarah Doudney, scrittrice e poetessa britannica (n. 1841)
- 1928 - Arthur Henry Fitzroy Paget, generale, diplomatico e scrittore britannico (n. 1851)
- 1929 - Frederick Suerig, canottiere statunitense (n. 1878)
- 1930 - Antonio Bernocchi, politico, mecenate e imprenditore italiano (n. 1859)
- 1930 - Florbela Espanca, scrittrice e poetessa portoghese (n. 1894)
- 1930 - Adolphe Retté, scrittore francese (n. 1863)
- 1932 - Gertrude Jekyll, artista e scrittrice britannica (n. 1843)
- 1933 - Karl Jatho, inventore tedesco (n. 1873)
- 1933 - André de Schonen, schermidore e tiratore a segno francese (n. 1869)
- 1933 - Yamamoto Gon'nohyōe, militare e politico giapponese (n. 1852)
- 1934 - Robert Brower, attore statunitense (n. 1850)
- 1934 - Bernhard Sekles, compositore, direttore d'orchestra e docente tedesco (n. 1872)
- 1935 - Hayden Coffin, cantante e attore inglese (n. 1862)
- 1935 - Georges Lacour-Gayet, storico e scrittore francese (n. 1856)
- 1935 - Giuseppe Vizzini, vescovo cattolico italiano (n. 1874)
- 1936 - Nils Johansson, hockeista su ghiaccio svedese (n. 1904)
- 1936 - Luigi Marescalchi Gravina, avvocato e politico italiano (n. 1857)
- 1936 - Domenico Mezzadri, vescovo cattolico italiano (n. 1867)
- 1936 - Raffaele Perla, magistrato e politico italiano (n. 1858)
- 1937 - Pavel Aleksandrovič Florenskij, filosofo, matematico e presbitero russo (n. 1882)
- 1937 - Viktor Tietz, scacchista cecoslovacco (n. 1859)
- 1938 - Friedrich Glauser, scrittore svizzero (n. 1896)
- 1939 - Alimondo Ciampi, scultore italiano (n. 1876)
- 1939 - Robert De Veen, calciatore e allenatore di calcio belga (n. 1886)
- 1939 - Ernest Schelling, pianista, compositore e direttore d'orchestra statunitense (n. 1876)
- 1939 - Maria Vinca, pittrice italiana (n. 1878)
- 1940 - Michelangelo Pappalardi, politico italiano (n. 1895)
- 1940 - Rodolfo Psaro, militare italiano (n. 1892)
- 1941 - Izidor Kürschner, calciatore e allenatore di calcio ungherese (n. 1885)
- 1941 - Frank Morgenweck, cestista, allenatore di pallacanestro e dirigente sportivo statunitense (n. 1875)
- 1941 - Giovanni Santoro, magistrato e politico italiano (n. 1859)
- 1942 - Cesare Formilli, pittore e illustratore italiano (n. 1860)
- 1942 - Albert Kahn, architetto statunitense (n. 1869)
- 1942 - Giovanni Magro, militare italiano (n. 1916)
- 1942 - Alexander Nikolsky, zoologo russo (n. 1858)
- 1942 - Salvatore Renda, avvocato e politico italiano (n. 1867)
- 1942 - Licio Visintini, militare italiano (n. 1915)
- 1942 - Eitel Federico di Prussia, nobile tedesco (n. 1883)
- 1943 - Giuseppe Cederle, militare italiano (n. 1918)
- 1943 - Peider Lansel, scrittore, poeta e diplomatico svizzero (n. 1863)
- 1943 - Vittorio Pepe, compositore italiano (n. 1863)
- 1943 - Willi Wigold, calciatore tedesco (n. 1909)
- 1944 - Filippo Bonavitacola, militare italiano (n. 1914)
- 1944 - Bryant Butler Brooks, politico e banchiere statunitense (n. 1861)
- 1944 - Rod Cless, clarinettista e sassofonista statunitense (n. 1907)
- 1944 - Claude Firmin, pittore francese (n. 1864)
- 1944 - Ethel Jewett, attrice statunitense (n. 1877)
- 1945 - Giulio Antamoro, regista italiano (n. 1877)
- 1945 - Aleksandr Il'ič Ziloti, pianista e direttore d'orchestra russo (n. 1863)
- 1946 - Ernesto Cianciolo, funzionario e prefetto italiano (n. 1868)
- 1946 - James H. Leuba, psicologo statunitense (n. 1868)
- 1949 - Ugo Bignami, generale italiano (n. 1869)
- 1949 - Giuseppe Innocenti, funzionario e politico italiano (n. 1868)
- 1951 - Corrado Zoli, giornalista, scrittore e diplomatico italiano (n. 1877)
- 1952 - Seward Collins, editore e sociologo statunitense (n. 1899)
- 1952 - Charles Lightoller, marinaio britannico (n. 1874)
- 1953 - Frederick Ranalow, baritono irlandese (n. 1873)
- 1953 - Jean-Joseph Renaud, schermidore, scrittore e drammaturgo francese (n. 1873)
- 1954 - Gladys George, attrice statunitense (n. 1904)
- 1954 - Joseph B. Keenan, avvocato statunitense (n. 1888)
- 1954 - Harold Rayner, schermidore statunitense (n. 1888)
- 1954 - Claude Cahun, artista, fotografa e scrittrice francese (n. 1894)
- 1955 - Paul van Kempen, direttore d'orchestra e violinista olandese (n. 1893)
- 1955 - Hermann Weyl, matematico, fisico e filosofo tedesco (n. 1885)
- 1956 - Jimmie Angel, aviatore e esploratore statunitense (n. 1899)
- 1956 - Marius Barbarou, ingegnere francese (n. 1876)
- 1956 - Muhammad Husayn Haykal, scrittore egiziano (n. 1888)
- 1956 - Maria Luisa di Schleswig-Holstein, principessa inglese (n. 1872)
- 1957 - Grigorij Fedotov, calciatore sovietico (n. 1916)
- 1957 - Joep Packbiers, arciere olandese (n. 1875)
- 1957 - Domenico Schierano, ciclista su strada italiano (n. 1896)
- 1957 - Reginald Sheffield, attore britannico (n. 1901)
- 1958 - Julia Lee, cantante e pianista statunitense (n. 1902)
- 1958 - Peig Sayers, scrittrice irlandese (n. 1873)
- 1958 - Tris Speaker, giocatore di baseball e allenatore di baseball statunitense (n. 1888)
- 1959 - Wilhelm Grimmelmann, ginnasta danese (n. 1893)
- 1959 - Iivari Kyykoski, ginnasta finlandese (n. 1881)
- 1959 - Jorge Moreau, nuotatore e pallanuotista argentino (n. 1908)
- 1959 - Raffaele Pettazzoni, storico delle religioni italiano (n. 1883)
- 1960 - Luigi Gaetano Ceschina, imprenditore italiano (n. 1879)
- 1961 - Anna Gould, filantropa statunitense (n. 1875)
- 1961 - Francis Patrick Keough, arcivescovo cattolico statunitense (n. 1890)
- 1961 - Geppino Micheletti, medico italiano (n. 1905)
- 1961 - Francesco Severi, matematico italiano (n. 1879)
- 1962 - Henri Bléhaut, ammiraglio francese (n. 1889)
- 1963 - Cecil Campbell Hardy, militare britannico (n. 1900)
- 1963 - Arthur Pasquier, ciclista su strada francese (n. 1883)
- 1963 - Sarit Thanarat, politico e generale thailandese (n. 1908)
- 1964 - Christine Collins, statunitense (n. 1888)
- 1964 - Cecil Street, scrittore britannico (n. 1884)
- 1964 - George Worthington, tennista e allenatore di tennis australiano (n. 1928)
- 1964 - Gustav Wyneken, pedagogo e scrittore tedesco (n. 1875)
- 1965 - Wilfred Backhouse Alexander, ornitologo e entomologo britannico (n. 1885)
- 1965 - William Henry Phelps, ornitologo e esploratore statunitense (n. 1875)
- 1965 - André Rosseel, ciclista su strada belga (n. 1924)
- 1966 - Silvio Piero Bertollo, calciatore e imprenditore italiano (n. 1878)
- 1966 - Alberto Cristofori, ingegnere italiano (n. 1878)
- 1966 - André Versini, attore e sceneggiatore francese (n. 1923)
- 1967 - Paul Castanet, mezzofondista francese (n. 1880)
- 1967 - Robert Henry Lawrence, aviatore statunitense (n. 1935)
- 1968 - Tommaso Cascella, pittore e ceramista italiano (n. 1890)
- 1968 - Ignazio Chiarelli, avvocato e politico italiano (n. 1888)
- 1969 - Fuller Albright, medico statunitense (n. 1900)
- 1969 - Higinio Anglés, musicologo e presbitero spagnolo (n. 1888)
- 1969 - Vincenzo Davico, compositore italiano (n. 1889)
- 1970 - Alberto Buccicardi, allenatore di calcio cileno (n. 1914)
- 1970 - Gilberto Crepax, violoncellista italiano (n. 1890)
- 1970 - Benno Walter Gut, cardinale svizzero (n. 1897)
- 1970 - Christopher Ingold, chimico britannico (n. 1893)
- 1970 - Arthur Ewart Popham, storico dell'arte inglese (n. 1889)
- 1971 - Marie Collier, soprano australiano (n. 1927)
- 1972 - Emerico Biach, nuotatore italiano (n. 1893)
- 1972 - William Dieterle, regista e attore tedesco (n. 1893)
- 1972 - Ubaldo Narducci, calciatore italiano (n. 1914)
- 1972 - Duilio Setti, calciatore italiano (n. 1912)
- 1973 - Robert Juranic, calciatore austriaco (n. 1904)
- 1973 - Theo Schetters, calciatore olandese (n. 1896)
- 1973 - Carlo Vittorio di Wied, nobile albanese (n. 1913)
- 1973 - Şehzade Mehmed Abid, principe ottomano (n. 1905)
- 1974 - Franz Wagner, calciatore e allenatore di calcio austriaco (n. 1911)
- 1975 - Peder Andersen Fisker, imprenditore danese (n. 1875)
- 1975 - Theodosius Dobzhansky, genetista e biologo sovietico (n. 1900)
- 1975 - Plínio Salgado, politico, scrittore e teologo brasiliano (n. 1895)
- 1975 - Gary Thain, bassista neozelandese (n. 1948)
- 1976 - Albert Borschette, diplomatico e politico lussemburghese (n. 1920)
- 1976 - Cathy Downs, attrice statunitense (n. 1926)
- 1976 - Max Janlet, schermidore belga (n. 1903)
- 1976 - Isidoro Sota, calciatore messicano (n. 1902)
- 1977 - Luise Brunner, militare tedesca (n. 1908)
- 1977 - Ernő Nagy, schermidore ungherese (n. 1898)
- 1978 - Guido Luigi Bentivoglio, arcivescovo cattolico italiano (n. 1899)
- 1978 - Ferruccio Ferrazzi, pittore e scultore italiano (n. 1891)
- 1978 - Golda Meir, politica israeliana (n. 1898)
- 1979 - Giorgio Valerio, dirigente d'azienda italiano (n. 1904)
- 1980 - Theo Breuer, calciatore tedesco (n. 1909)
- 1980 - Guido Carestiato, aviatore e militare italiano (n. 1911)
- 1980 - John Lennon, cantautore, polistrumentista e artista britannico (n. 1940)
- 1980 - Petar Trifunović, scacchista jugoslavo (n. 1910)
- 1981 - Ernesto Eula, giurista e magistrato italiano (n. 1889)
- 1981 - Big Walter Horton, musicista statunitense (n. 1918)
- 1981 - Ken Moore, hockeista su ghiaccio canadese (n. 1910)
- 1981 - Ferruccio Parri, politico e partigiano italiano (n. 1890)
- 1981 - Maria Pedrini, soprano italiano (n. 1910)
- 1982 - József Ember, allenatore di calcio e calciatore ungherese (n. 1908)
- 1982 - Edith Jacobson, psicoanalista statunitense (n. 1897)
- 1982 - André Kamperveen, calciatore, dirigente sportivo e politico surinamese (n. 1924)
- 1982 - Marty Robbins, cantautore, musicista e pilota automobilistico statunitense (n. 1925)
- 1982 - Ján Smrek, poeta, scrittore e giornalista slovacco (n. 1898)
- 1983 - Choi Chung-min, allenatore di calcio e calciatore sudcoreano (n. 1930)
- 1983 - Keith Holyoake, politico neozelandese (n. 1904)
- 1983 - Danilo Michelini, calciatore italiano (n. 1917)
- 1983 - Slim Pickens, attore statunitense (n. 1919)
- 1984 - Luther Adler, attore e regista statunitense (n. 1903)
- 1984 - Maurice Barry, direttore della fotografia e sceneggiatore francese (n. 1910)
- 1984 - Vladimir Nikolaevič Čelomej, ingegnere sovietico (n. 1914)
- 1984 - Walter Ciszek, presbitero statunitense (n. 1904)
- 1984 - Mary Terán de Weiss, tennista argentina (n. 1918)
- 1985 - Ermenegildo Florit, cardinale e arcivescovo cattolico italiano (n. 1901)
- 1985 - Johnny Wilson, pugile statunitense (n. 1893)
- 1986 - Ernst Biberstein, militare, agente segreto e pastore protestante tedesco (n. 1899)
- 1986 - Ernest Gross, calciatore francese (n. 1902)
- 1986 - Anatolij Marčenko, scrittore e attivista sovietico (n. 1938)
- 1986 - Karl Plattner, pittore italiano (n. 1919)
- 1986 - Christopher Sykes, giornalista e scrittore britannico (n. 1907)
- 1986 - Angelo Fausto Vallainc, vescovo cattolico italiano (n. 1916)
- 1987 - Ferdinando Amiconi, politico italiano (n. 1910)
- 1987 - Fay Baker, attrice statunitense (n. 1917)
- 1987 - Jean Bouvier, storico francese (n. 1920)
- 1987 - Marcos Calderón, allenatore di calcio peruviano (n. 1928)
- 1987 - José Casanova, calciatore peruviano (n. 1964)
- 1987 - Pompeo Colajanni, partigiano, politico e antifascista italiano (n. 1906)
- 1987 - Luis Antonio Escobar, calciatore peruviano (n. 1969)
- 1987 - Tomás Farfán, calciatore peruviano (n. 1961)
- 1987 - José González Ganoza, calciatore peruviano (n. 1954)
- 1987 - Daniel Reyes, calciatore peruviano (n. 1966)
- 1987 - Alfredo Tomassini, calciatore peruviano (n. 1964)
- 1988 - Vivante Montanari, calciatore italiano (n. 1916)
- 1988 - Hellmuth Reymann, generale tedesco (n. 1892)
- 1988 - Ulanhu, generale e politico cinese (n. 1907)
- 1989 - Max Grundig, imprenditore tedesco (n. 1908)
- 1989 - Alessandro Taccani, compositore italiano (n. 1915)
- 1990 - Tadeusz Kantor, pittore, scenografo e regista teatrale polacco (n. 1915)
- 1990 - Boris Kochno, poeta, librettista e sceneggiatore russo (n. 1904)
- 1990 - Lana Marconi, attrice romena (n. 1917)
- 1990 - Martin Ritt, regista, produttore cinematografico e commediografo statunitense (n. 1914)
- 1991 - Antonio Cavinato, mineralogista e politico italiano (n. 1895)
- 1991 - Buck Clayton, trombettista e musicista statunitense (n. 1911)
- 1991 - John Mark, velocista britannico (n. 1925)
- 1991 - Giuseppe Nieddu, militare italiano (n. 1952)
- 1991 - Enrico Terracini, scrittore e poeta italiano (n. 1909)
- 1992 - Achille Bortolotti, imprenditore e dirigente sportivo italiano (n. 1919)
- 1992 - Luigi Bàccolo, critico letterario e biografo italiano (n. 1913)
- 1992 - Alessandro Ferretti, politico italiano (n. 1904)
- 1992 - Armanda Guiducci, scrittrice, filosofa e critica letteraria italiana (n. 1923)
- 1993 - Nicky Crane, attivista britannico (n. 1958)
- 1993 - George Dossin, archeologo, assiriologo e storico dell'arte belga (n. 1896)
- 1993 - Evgenij Minaev, sollevatore sovietico (n. 1933)
- 1993 - Carlotta Monti, attrice statunitense (n. 1907)
- 1994 - Antônio Carlos Jobim, musicista, compositore e cantante brasiliano (n. 1927)
- 1994 - Enrique Líster, generale e politico spagnolo (n. 1907)
- 1995 - George J. Lewis, attore messicano (n. 1903)
- 1995 - Maino Neri, allenatore di calcio e calciatore italiano (n. 1924)
- 1995 - Bruno Sartori, aviatore italiano (n. 1911)
- 1995 - Gianni Smaniotto, imprenditore italiano (n. 1944)
- 1995 - Rosita Toros, attrice italiana (n. 1945)
- 1996 - Giuseppe Lanave, vescovo cattolico italiano (n. 1912)
- 1996 - Howard Rollins, attore statunitense (n. 1950)
- 1996 - Marin Sorescu, poeta, drammaturgo e romanziere romeno (n. 1936)
- 1997 - Jack Coleman, cestista statunitense (n. 1924)
- 1997 - Robert Göbl, numismatico austriaco (n. 1919)
- 1997 - Walter Molino, illustratore, fumettista e pittore italiano (n. 1915)
- 1997 - Léon Poliakov, storico e filosofo francese (n. 1910)
- 1997 - Laurean Rugambwa, cardinale e arcivescovo cattolico tanzaniano (n. 1912)
- 1998 - Vincenzo Liborio Calia, imprenditore italiano (n. 1926)
- 1999 - Antônio Dias dos Santos, calciatore brasiliano (n. 1948)
- 1999 - Jacob Edelist, cestista israeliano (n. 1937)
- 1999 - Ange Le Strat, ciclista su strada francese (n. 1918)
- 1999 - Pupella Maggio, attrice italiana (n. 1910)
- 1999 - Kjell Moe, calciatore norvegese (n. 1909)
- 1999 - Richard Powell, scrittore, giornalista e pubblicitario statunitense (n. 1908)
- 1999 - Antonio Ravel, giornalista italiano (n. 1923)
- 1999 - Néstor Togneri, calciatore argentino (n. 1942)
- 1999 - Mogens von Haven, fotografo danese (n. 1917)
- 2000 - Bernardo Brusca, mafioso italiano (n. 1929)
- 2000 - Julian Dixon, politico statunitense (n. 1934)
- 2000 - Charles Issawi, economista e storico egiziano (n. 1916)
- 2000 - Giovanni Mosca, politico e sindacalista italiano (n. 1927)
- 2000 - Lionel Rogosin, regista e produttore cinematografico statunitense (n. 1924)
- 2000 - Daniel Wretström, attivista svedese (n. 1983)

## XXI secolo(135)
- 2001 - Mirza Delibašić, cestista jugoslavo (n. 1954)
- 2001 - Maurice Gross, linguista francese (n. 1934)
- 2001 - Betty Holberton, programmatrice statunitense (n. 1917)
- 2002 - Giorgio Favaro, ciclista su strada italiano (n. 1944)
- 2002 - Bobby Joe Hill, cestista statunitense (n. 1943)
- 2002 - Walter Polini, ciclista su strada italiano (n. 1955)
- 2003 - Nelson Bobb, cestista statunitense (n. 1924)
- 2003 - Robert Detweiler, canottiere statunitense (n. 1930)
- 2003 - Rubén González, pianista cubano (n. 1919)
- 2004 - Dimebag Darrell, chitarrista statunitense (n. 1966)
- 2004 - Ilario Garlini, partigiano, militare e imprenditore italiano (n. 1913)
- 2004 - Johnny Lockett, pilota motociclistico britannico (n. 1915)
- 2004 - Francesco Lombardi, geodeta e topografo italiano (n. 1918)
- 2004 - Pino Mallamo, politico italiano (n. 1934)
- 2005 - Ettore Barelli, traduttore, curatore editoriale e scrittore italiano (n. 1920)
- 2005 - Aroldo Collesi, allenatore di calcio e calciatore italiano (n. 1918)
- 2005 - Lorie Lindahl, cestista e allenatrice di pallacanestro statunitense (n. 1941)
- 2005 - Donald Martino, compositore statunitense (n. 1931)
- 2005 - Leo Scheffczyk, cardinale, presbitero e teologo tedesco (n. 1920)
- 2006 - Girolamo Giardina, botanico italiano (n. 1943)
- 2006 - Francesco Rosetta, calciatore italiano (n. 1922)
- 2006 - Martha Tilton, cantante statunitense (n. 1915)
- 2007 - Bertalan Béky, calciatore ungherese (n. 1913)
- 2007 - Harold Leavitt, psicologo statunitense (n. 1922)
- 2008 - Manzoor Hussain Atif, hockeista su prato pakistano (n. 1928)
- 2008 - Felice Bernasconi, politico e imprenditore italiano (n. 1927)
- 2008 - Giovanni D'Anna, latinista e filologo classico italiano (n. 1929)
- 2008 - Frank Edmondson, astronomo statunitense (n. 1912)
- 2008 - Peter E. Hodgson, fisico britannico (n. 1928)
- 2008 - Morio Kasai, chirurgo giapponese (n. 1922)
- 2008 - Leone Mancini, regista e autore televisivo italiano (n. 1921)
- 2008 - Francesco Martorelli, politico italiano (n. 1929)
- 2008 - Robert Prosky, attore statunitense (n. 1930)
- 2008 - Alo Suurna, cestista estone (n. 1913)
- 2008 - Hillary Waugh, scrittore statunitense (n. 1920)
- 2009 - Massimo Bogianckino, pianista, direttore artistico e politico italiano (n. 1922)
- 2009 - Joan Bridge, costumista britannica (n. 1912)
- 2009 - Rémy Chauvin, biologo e entomologo francese (n. 1913)
- 2009 - Gabriele De Rosa, storico, politico e scrittore italiano (n. 1917)
- 2009 - John Givens, cestista e allenatore di pallacanestro statunitense (n. 1926)
- 2009 - Elio Rossi, calciatore italiano (n. 1927)
- 2009 - Fred Sheffield, cestista statunitense (n. 1923)
- 2009 - Yosef Hayim Yerushalmi, storico statunitense (n. 1932)
- 2010 - Poul Andersen, calciatore danese (n. 1928)
- 2010 - Gino Burcovich, cestista, arbitro di pallacanestro e dirigente sportivo italiano (n. 1929)
- 2011 - Gilbert Adair, scrittore, critico cinematografico e giornalista britannico (n. 1944)
- 2011 - Zelman Cowen, giurista e politico australiano (n. 1919)
- 2011 - Vinko Cuzzi, calciatore jugoslavo (n. 1940)
- 2011 - Giorgio Mariani, calciatore italiano (n. 1946)
- 2011 - Arturo Pacini, politico italiano (n. 1925)
- 2012 - Vlastimil Luka, calciatore e allenatore di calcio cecoslovacco (n. 1920)
- 2012 - Hal Schaefer, musicista statunitense (n. 1925)
- 2012 - Faysal bin Sa'ud Al Sa'ud, principe e funzionario saudita (n. 1926)
- 2013 - Mila Pieralli, politica italiana (n. 1932)
- 2013 - Alfonso Sutera, fisico italiano (n. 1950)
- 2014 - Silvestro Banchetti, pedagogo e storico della filosofia italiano (n. 1929)
- 2014 - Mango, cantautore italiano (n. 1954)
- 2014 - Antonino Murmura, politico italiano (n. 1926)
- 2014 - Knut Nystedt, compositore norvegese (n. 1915)
- 2014 - Elmārs Zemgalis, scacchista lettone (n. 1923)
- 2015 - Renzo Agosto, architetto italiano (n. 1930)
- 2015 - Mattiwilda Dobbs, soprano statunitense (n. 1925)
- 2015 - Alan Hodgkinson, calciatore inglese (n. 1936)
- 2015 - Antonio Luongo, politico italiano (n. 1958)
- 2015 - Douglas Tompkins, ambientalista, filantropo e regista statunitense (n. 1943)
- 2015 - John Trudell, attivista, attore e cantautore statunitense (n. 1946)
- 2016 - John Glenn, astronauta, aviatore e politico statunitense (n. 1921)
- 2016 - Peter Jackson, biologo, scrittore e fotografo britannico (n. 1926)
- 2016 - Joseph Mascolo, attore statunitense (n. 1929)
- 2016 - Thomas C. Oden, teologo statunitense (n. 1931)
- 2016 - Palani Vaughan, musicista statunitense (n. 1944)
- 2017 - Ron Boehm, hockeista su ghiaccio canadese (n. 1943)
- 2017 - Milutin Folić, calciatore jugoslavo (n. 1939)
- 2017 - Solange Maria de Castro, cestista brasiliana (n. 1960)
- 2018 - Ljudmila Alekseeva, scrittrice, storica e attivista russa (n. 1927)
- 2018 - Evelyn Berezin, ingegnera, inventrice e informatica statunitense (n. 1925)
- 2018 - Enrico Crispolti, storico dell'arte e critico d'arte italiano (n. 1933)
- 2018 - Loredana Limone, scrittrice e gastronoma italiana (n. 1961)
- 2018 - Carlo Loffredo, contrabbassista italiano (n. 1924)
- 2018 - Michele Monti, judoka italiano (n. 1970)
- 2018 - Giorgio Vido, politico italiano (n. 1941)
- 2018 - Maria Teresa Cárcomo Lobo, politica e giurista portoghese (n. 1929)
- 2019 - René Auberjonois, attore e doppiatore statunitense (n. 1940)
- 2019 - Massimo Bertarelli, giornalista e critico cinematografico italiano (n. 1943)
- 2019 - Anna Bravo, storica e saggista italiana (n. 1938)
- 2019 - Roy Cheetham, calciatore inglese (n. 1939)
- 2019 - Antonio Dimitri, attore e cantante italiano (n. 1931)
- 2019 - Juice Wrld, rapper e cantautore statunitense (n. 1998)
- 2019 - Mario Italiani, informatico italiano (n. 1929)
- 2019 - Hirokazu Kanazawa, karateka e maestro di karate giapponese (n. 1931)
- 2019 - Rogério Lantres de Carvalho, calciatore portoghese (n. 1922)
- 2019 - Federico Memola, fumettista italiano (n. 1967)
- 2019 - Antonio Monestiroli, architetto italiano (n. 1940)
- 2019 - Raffaele Pierini, calciatore e allenatore di calcio italiano (n. 1923)
- 2019 - Piero Terracina, dirigente d'azienda e superstite dell'Olocausto italiano (n. 1928)
- 2019 - Paul Volcker, economista statunitense (n. 1927)
- 2019 - Zvonimir Vujin, pugile serbo (n. 1943)
- 2020 - Harold Budd, compositore statunitense (n. 1936)
- 2020 - Tito Del Bianco, tenore e musicologo italiano (n. 1932)
- 2020 - Giorgio Donati, generale italiano (n. 1924)
- 2020 - Goo Kennedy, cestista statunitense (n. 1949)
- 2020 - Aurelio Pes, scrittore, drammaturgo e critico musicale italiano (n. 1942)
- 2020 - Giovanni Picat Re, calciatore italiano (n. 1947)
- 2020 - Raffaele Pinto, pilota di rally italiano (n. 1945)
- 2020 - Stefano Rastrelli, diplomatico italiano (n. 1934)
- 2020 - Alejandro Sabella, calciatore e allenatore di calcio argentino (n. 1954)
- 2020 - Kurt Stettler, calciatore svizzero (n. 1932)
- 2020 - Evgenij Ivanovič Šapošnikov, generale e politico russo (n. 1942)
- 2021 - Lars Høgh, calciatore, dirigente sportivo e allenatore di calcio danese (n. 1959)
- 2021 - Blackjack Lanza, wrestler statunitense (n. 1935)
- 2021 - Alfredo Moreno, calciatore argentino (n. 1980)
- 2021 - Larry Sellers, attore e stuntman statunitense (n. 1949)
- 2021 - Andrzej Zieliński, velocista polacco (n. 1936)
- 2021 - Jacques Zimako, calciatore francese (n. 1951)
- 2022 - Tony Allen, calciatore inglese (n. 1939)
- 2022 - Albert Brenner, scenografo statunitense (n. 1926)
- 2022 - David Clines, biblista e docente australiano (n. 1938)
- 2022 - Rostam Ghasemi, politico e generale iraniano (n. 1964)
- 2022 - Miodrag Ješić, calciatore e allenatore di calcio serbo (n. 1958)
- 2022 - Marie-Jane Pruvot, politica francese (n. 1922)
- 2022 - Mohsen Shekari, attivista iraniano (n. 2000)
- 2022 - Yoshishige Yoshida, regista e sceneggiatore giapponese (n. 1933)
- 2023 - Itziar Castro, attrice spagnola (n. 1977)
- 2023 - Girolamo Ciulla, scultore italiano (n. 1952)
- 2023 - Jacques Duquesne, calciatore belga (n. 1940)
- 2023 - Frank Kales, cestista e dirigente sportivo olandese (n. 1942)
- 2023 - Peter-Michael Kolbe, canottiere tedesco (n. 1953)
- 2023 - Luigi Milan, calciatore e allenatore di calcio italiano (n. 1937)
- 2023 - Ryan O'Neal, attore statunitense (n. 1941)
- 2023 - Paul Unruh, cestista statunitense (n. 1928)
- 2024 - Daniele Garella, compositore, poeta e scrittore italiano (n. 1961)
- 2024 - Şerif Gören, regista e sceneggiatore turco (n. 1944)
- 2024 - Nikolaos Sargkanīs, calciatore greco (n. 1954)
- 2024 - Amalia Villalobos, cestista cilena (n. 1928)
- 2024 - Jean Khamsé Vithavong, vescovo cattolico laotiano (n. 1942)